# Núi Dinh
Núi Dinh là một ngọn núi lớn tại tỉnh Bà Rịa – Vũng Tàu, diện tích khối núi khoảng 30 km2, và độ cao cao nhất tại đỉnh La Bàn là 504 m so với mực nước biển. Đây là ngọn núi cao nhất tỉnh Bà Rịa – Vũng Tàu.

## Vị trí và tên gọi

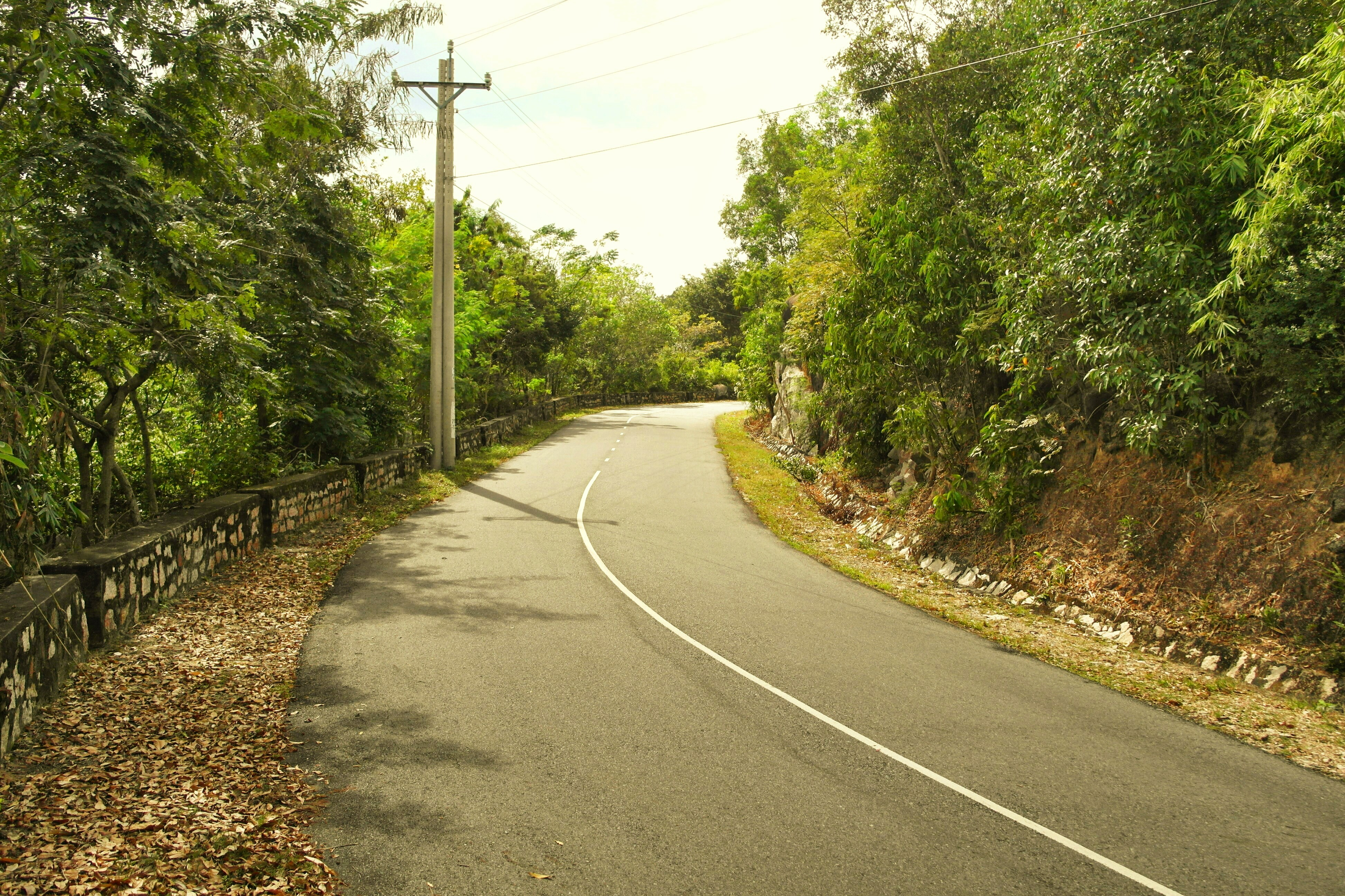
Đường lên đỉnh núi.

Núi nằm về phía tây bắc Thành phố Bà Rịa khoảng 2 km, từ Quốc lộ 51 hướng về Tp.HCM rẽ phải khoảng 2,5 km. Núi thuộc địa phận thị xã Phú Mỹ và thành phố Bà Rịa, cụ thể thuộc địa bàn các phường Tân Hải, Tân Hòa, xã Châu Pha, phường Phước Hòa (Thành phố Phú Mỹ) và một phần phường Long Hương (Thành phố Bà Rịa).
Có nhiều lý giải tên núi. Có lý giải tên núi đặt theo tên người đàn ông là Nguyễn Văn Dinh để tưởng nhớ công lao khai phá vùng đất này. Lý giải khác là vào thời nhà Nguyễn, chưởng cơ Yên Thành Hầu từ Phú Yên dẫn quân về đây đóng dinh trại, nên núi được gọi là núi Dinh. Lý giải về tên núi Ông Trịnh, theo sách Đại Nam nhất thống chí, ông Trịnh là người ở của bà Vải, một phụ nữ giàu có. Hai người họ có tình ý nhưng không đến được với nhau, có thể do không môn đăng hộ đối. Một thời gian sau dân trong vùng phát hiện xác hai người chết ở hai nơi mà không rõ nguyên nhân. Từ hai nơi đó mọc lên hai ngọn núi cạnh nhau, nên dân trong vùng đặt tên hai ngọn núi theo tên của họ, núi Ông Trịnh và núi Thị Vải.

## Sinh thái

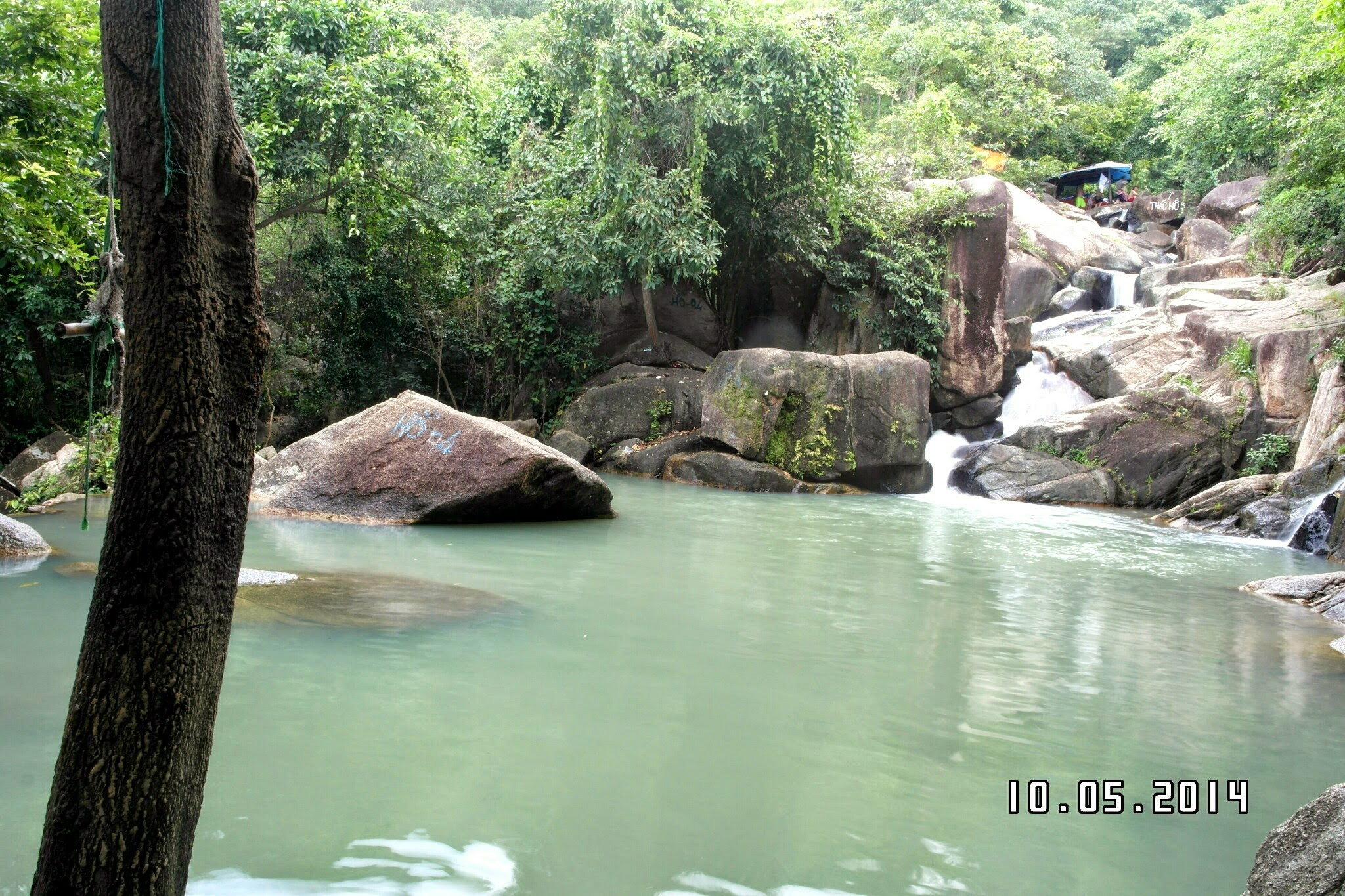
Suối.

Diện tích núi khoảng 30 km2 chiếm một nửa trong diện tích 60 km2 của cụm núi Dinh. Địa hình núi phức tạp, độ dốc lớn. Có hai con suối lớn là suối Tiên và suối Đá chảy từ đỉnh núi xuống. Phân loại rừng của núi là rừng phòng hộ. Trước đây rừng núi Dinh là rừng nguyên sinh với đa dạng sinh vật.
- Thực vật có các cây thân gỗ: sao, bằng lăng, cẩm lai, sơn trà, sến, gõ đỏ,...[1]
- Động vật có hổ, nai, voọc, gấu, khỉ, cầy hương, chồn, hoẵng, sóc,...[1]

## Lịch sử
Năm 1837, nhà Nguyễn lập phủ Phước Tuy. Dưới chân núi Dinh có hai ngôi làng đầu tiên được lập nên là Long Hương và Phước Lễ. Hai làng được phân bổ thuộc tổng An Phú, huyện Phước An. Núi Dinh là nơi khởi lập của hệ phái Phật giáo Liên Tông Tịnh Độ.
Từ năm 1952, núi Dinh là căn cứ địa cách mạng cho quân Giải phóng chống lại Pháp và sau đó là Mỹ. Năm 1975 là địa điểm tập kết quân lớn trong cuộc tổng tấn công mùa xuân năm 1975.

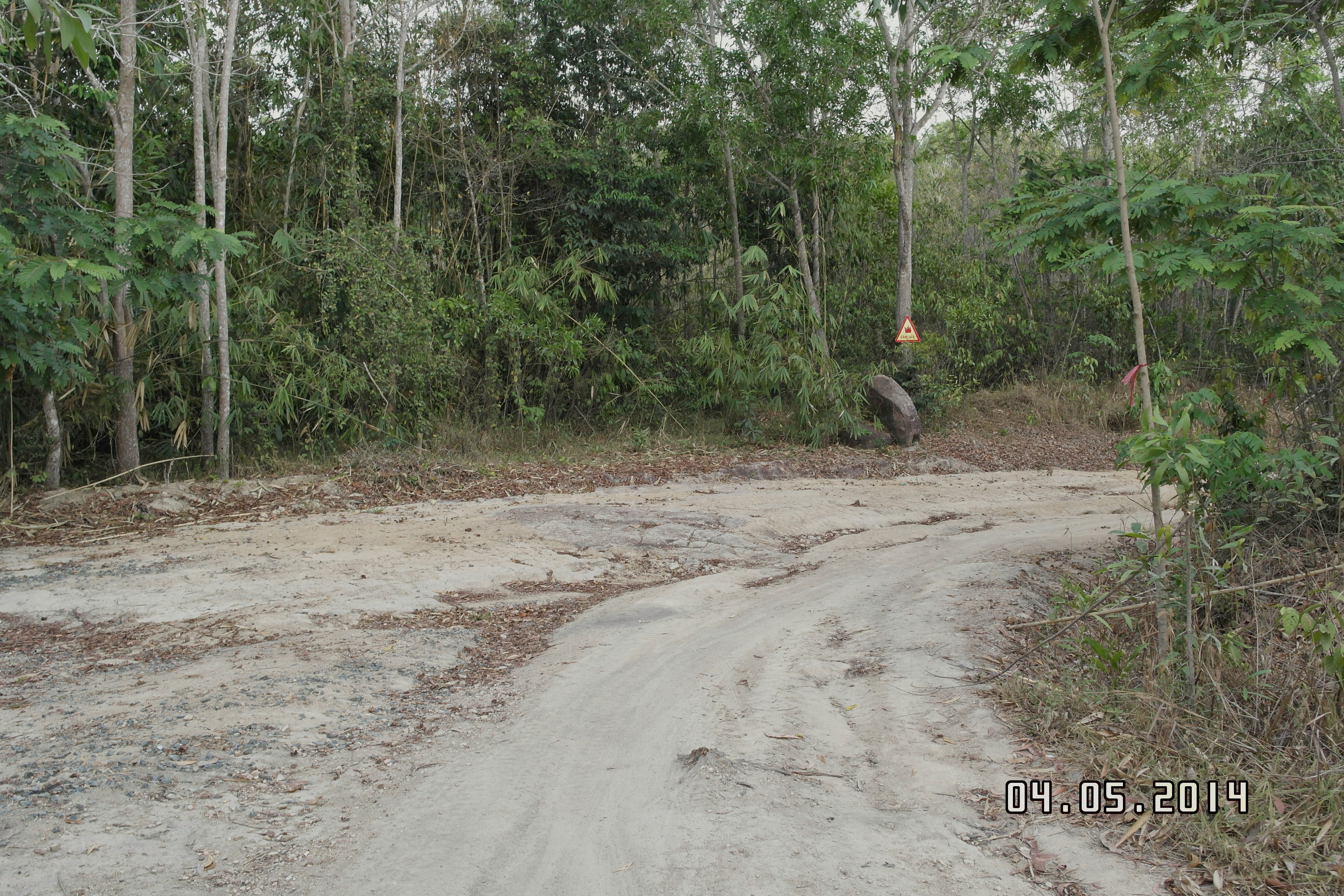
Đường vào chùa Hang Mai.

Vào ngày 16 tháng 1 năm 1995, Bộ Văn hóa công nhận núi Dinh là di tích lịch sử quốc gia.
Ngày 29 tháng 3 năm 2023 xảy ra vụ cháy rừng trên núi, thiêu rụi 15 ha rừng cây chủ yếu là tre và cỏ tạp. Lực lượng cứu hỏa với 250 người và 2 xe cứu hỏa đã được huy động để dập tắt vụ cháy.

## Thể thao và du lịch
Điểm nhấn của núi Dinh không chỉ là sự cuốn hút của thiên nhiên, lịch sử mà còn có cả nét cổ kính của không gian phật giáo ở nơi này. Với hơn gần 100 ngôi chùa nằm quanh núi, trong đó có những ngôi chùa nổi tiếng như: Chùa Phật Quang, Hang Tổ, Hang Dây Bí, Hang Mai, Bưng Lùng, Chùa Diệu Linh, Hang Dơi... thu hút khách du lịch với vẻ đẹp tiềm ẩn và sự linh thiêng vốn có.
Núi có nhiều hoạt động du lịch đã được tổ chức. Tại núi có 3 ngôi chùa gần đỉnh là chùa Hang, chùa Đại Tùng Lâm, chùa Tây Phương, cùng khoảng 100 ngôi chùa quanh núi như chùa Phật Quang, Hang Tổ, Hang Dây Bí, Hang Mai, Bưng Lùng, Diệu Linh, Hang Dơi,...Do đó là khu vực thu hút nhiều tín đồ Phật giáo thường xuyên quy tụ về hành hương. Tổ Đình Linh Sơn Cổ Tự, chùa Đại Tùng Lâm, chùa Tây Phương có lịch sử gần 300 năm.
Ngày 17 tháng 9 năm 2023, diễn ra cuộc Chinh phục núi Dinh – tranh Cúp Thanh niên 2023 do Nhà Văn hóa Thanh niên phối hợp Thị xã Phú Mỹ tổ chức. 198 vận động viên từ 40 câu lạc bộ đến từ khắp các tỉnh thành đã về đây tham gia đua xe đạp. Với 3 vòng đua, tổng chiều dài là 18 km.